# Concepcion, Romblon

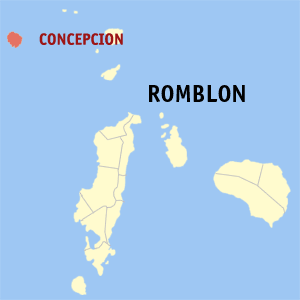
Bản đồ Romblon với vị trí của Concepcion

Concepcion là một đô thị trên đảo Maestro de Campo hay Sibale ở tỉnh Romblon, Philippines. Theo điều tra dân số năm 2000, đô thị này có dân số 4.683 người trong 1.063 hộ.

## Barangay
Concepcion được chia thành 9 barangay.
- Bachawan
- Calabasahan
- Dalajican
- Masudsud
- Poblacion
- Sampong
- San Pedro (Agbatang)
- San Vicente
- Masadya